# Glandirana emeljanovi
Espèce
Synonymes
- Rana emeljanovi Nikolskii, 1913

Statut de conservation UICN

 LC  : Préoccupation mineure
Glandirana emeljanovi est une espèce d'amphibiens de la famille des Ranidae.

## Répartition
Cette espèce se rencontre entre 100 et 300 m d'altitude, :
- en Corée du Nord ;
- en Corée du Sud ;
- dans le nord-est de la république populaire de Chine.

Sa présence est incertaine en Russie.

## Description
Rana emeljanovi mesure de 40 à 60 mm. Cette grenouille a une peau plissée avec des taches sombres irrégulières et qui s'avère toxique.
Des gaegurines peptides antimicrobiens ont été isolées de cette espèce.

## Reproduction
La ponte a lieu en fin de printemps (jusqu'à fin mai). Les têtards passent leur premier hiver à l'état larvaire et ne se métamorphosent que l'été suivant.

## Publication originale
- Nikolskii, 1913 : Rana emeljanovi sp. n.. Annuaire du Musée Zoologique de l’Académie Impériale des Sciences de St. Pétersbourg, vol. 18, p. 148-150.